# 特勒斯嶺
特勒斯嶺（英語：Terrace Ridge）是南極洲的山嶺，位於瑪麗伯德地，屬於霍利克山脈中俄亥俄山脈的一部分，由俄亥俄州立大學的地質學家命名，現時由南極條約體系管理。